# Hermon (Maine)
Hermon es un pueblo ubicado en el condado de Penobscot en el estado estadounidense de Maine. En el Censo de 2010 tenía una población de 5.416 habitantes y una densidad poblacional de 56,82 personas por km².

## Geografía
Hermon se encuentra ubicado en las coordenadas 44°49′4″N 68°54′25″O / 44.81778, -68.90694. Según la Oficina del Censo de los Estados Unidos, Hermon tiene una superficie total de 95.32 km², de la cual 92.89 km² corresponden a tierra firme y (2.55%) 2.43 km² es agua.

## Demografía
Según el censo de 2010, había 5.416 personas residiendo en Hermon. La densidad de población era de 56,82 hab./km². De los 5.416 habitantes, Hermon estaba compuesto por el 97.71% blancos, el 0.41% eran afroamericanos, el 0.35% eran amerindios, el 0.41% eran asiáticos, el 0.02% eran isleños del Pacífico, el 0.11% eran de otras razas y el 1% pertenecían a dos o más razas. Del total de la población el 0.98% eran hispanos o latinos de cualquier raza.